# Benjamin Cattan
Benjamin Cattan (São Paulo, 15 de julho de 1925 — São Paulo, 9 de janeiro de 1994) foi um ator, escritor e diretor brasileiro.

## Biografia
Um dos pioneiros da televisão brasileira, escreveu telenovelas na Rede Tupi, como Hospital (1971) e Simplesmente Maria (1970), esta última também dirigida por Benjamin.
Outro grande momento de Benjamin Cattan foi o TV de Vanguarda, marco do início da televisão brasileira, do qual foi o diretor e um dos idealizadores, bem como do Teatro Dois, produzido pela TV Cultura de São Paulo na década de 1970.
Em 1966 dirigiu as primeiras apresentações da peça Dois Perdidos Numa Noite Suja, de Plínio Marcos, e Antígona, de Sófocles que foi apresentada no Teatro Municipal de São Paulo.
Participou também de algumas chanchadas dos anos 1950, como Uma Pulga na Balança, de 1953. Também fez filmes como O Beijo da Mulher Aranha (1985), de Hector Babenco, Dias Melhores Virão (1989), de Cacá Diegues [carece de fontes?] e, no papel do pai de Angélica, Os Trapalhões na Terra dos Monstros (1989).
Na Rede Globo, trabalhou em nove produções, em 1979, 1982 e entre 1988 e 1993.
Em 94, Cattan não resistiu a quatro derrames seguidos e  faleceu aos 68 anos, no Hospital Nove de Julho, em São Paulo. Ele ensaiava a peça "Seis graus de separação", quando teve um acidente respiratório. Foi enterrado no Cemitério do Morumbi, na mesma cidade.

## Filmografia

### Televisão
| Ano  | Título                  | Personagem            | Notas                 |
| ---- | ----------------------- | --------------------- | --------------------- |
| 1979 | Cabocla                 | Jorge Adib            | Participação Especial |
| 1982 | Avenida Paulista        | Gustavo Nogueira      |                       |
| 1987 | Sassaricando            | Mário Della Costa     |                       |
| 1988 | Fera Radical            | Dr. Geraldo Lima      |                       |
| 1989 | O Salvador da Pátria    | Hermínio Souza Telles |                       |
| 1990 | Gente Fina              | Expedito Maracujáh    |                       |
| 1990 | Araponga                | Alexandre Pacheco     |                       |
| 1991 | Felicidade              | Onofre                |                       |
| 1992 | As Noivas de Copacabana | Gomide                |                       |
| 1992 | Deus nos Acuda          | Alberto               |                       |